# DVB-T na Slovensku
DVB-T na Slovensku poskytuje digitální vysílání televizních programů.
Pilotní vysílání DVB-T na území Slovenska začalo v roce 2004. Na konci roku 2008 bylo (stále pouze v pilotní vysílání) z vysílačů s nízkým výkonem pokryté území v oblasti Bratislavy, Košic, Banské Bystrice a Zvolenu, Prešově a Malacky. Dne 22. prosince 2009 byl téměř po celém Slovensku a spuštěn  1. multiplex (přechodový). Podle plánů Evropské unie se má ve všech členských státech vypnout analogové televizní vysílání v průběhu let 2010 – 2012.

## Celoplošné multiplexy
V současné době celoplošně vysílají, 4 multiplexy. V současné době jejich obsah je následující:
- 1. multiplex:TV stanice – TV WOW, TV Dajto, TV Fooor
- 2. multiplex (komerční):TV stanice – TV JOJ, Plus, TV Markíza, TV Doma, TA3
- 3. multiplex (veřejné): TV stanice – Jednotka, Dvojka, Jednotka HD, rádia – Rádio Slovensko, Rádio Regina (BA, BB, BE), Rádio Devín, Rádio FM, Rádio Patria (FM, RD), Rádio Klasika, Rádio Litera, Rádio Junior, Rádio Slovakia International
- 4. multiplex (Plustelka) - ČT1, ČT2, Lux, Slovak Sport 1, Eurosport, Eurosport 2, Viasat History, Viasat Nature, Viasat Explorer/Spice, Nickelodeon, VH1 - programy jsou zašifrované systémem  Irdeto.
- Avis multiplex je multiplex určený pro místní TV i pro komerční TV, které chtějí vysílat prostřednictvím DVB-T za výhodnějších podmínek, i když ne na celém území Slovenska. Obsah multiplexu - TV Noe, TV Šlágr, místní TV, plánované jsou také Country NO1, TV Z.

## Lokální multiplexy
Kromě celoplošných multiplexů začaly vysílat některé z lokální multiplexy, např. v Žilině, Levicích, Jaslovských Bohunicích, Bratislavě i jinde. V nich jsou obsaženy např. TA3 a místní televize.
V tomto procesu se také provádí test vysílání ve standardu DVB-T2.